# Brad Walker
Brad Walker (* 21. Juni 1981 in Aberdeen, South Dakota) ist ein ehemaliger US-amerikanischer Leichtathlet und Weltmeister des Jahres 2007 im Stabhochsprung. Nach dem Silbermedaillengewinn bei den Weltmeisterschaften 2005 in Helsinki siegte er bei den Hallenweltmeisterschaften 2006 in Moskau und bei den Weltmeisterschaften 2007 in Osaka. 
Bei den Olympischen Spielen 2008 in Peking ging Walker als Favorit ins Rennen. Er scheiterte allerdings bereits in der Qualifikation dreimal an seiner Anfangshöhe 5,65 Meter, sodass er wegen seines Saltos Nullo nicht am olympischen Endkampf teilnehmen konnte.

## Allgemeines
Brad Walker ist 1,88 Meter groß und wiegt 86 kg.

## Erfolge
| Jahr | Erfolg            | Disziplin      | Leistung   |
| ---- | ----------------- | -------------- | ---------- |
| 2005 | Vizeweltmeister   | Stabhochsprung | 5,75 Meter |
| 2006 | Hallenweltmeister | Stabhochsprung | 5,80 Meter |
| 2007 | Weltmeister       | Stabhochsprung | 5,86 Meter |

## Persönliche Bestleistung
| Disziplin              | Leistung   | Datum        | Ort                        |
| ---------------------- | ---------- | ------------ | -------------------------- |
| Stabhochsprung         | 6,04 Meter | 8. Juni 2008 | Eugene, Vereinigte Staaten |
| Stabhochsprung (Halle) | 5,85 Meter | 9. März 2008 | Valencia, Spanien          |

## Leistungsentwicklung
| Jahr | Stabhochsprung (in Meter) | Stabhochsprung (Halle) (in Meter) |
| ---- | ------------------------- | --------------------------------- |
| 2002 | 5,64                      | -                                 |
| 2003 | 5,65                      | 5,80                              |
| 2004 | 5,82                      | 5,70                              |
| 2005 | 5,96                      | 5,83                              |
| 2006 | 6,00                      | 5,80                              |
| 2007 | 5,95                      | 5,80                              |
| 2008 | 6,04                      | 5,85                              |